# Carlos Langoni
Carlos Geraldo Langoni (Nova Friburgo, 24 de julho de 1944 – Rio de Janeiro, 13 de junho de 2021) foi um economista brasileiro formado na Universidade Federal do Rio de Janeiro (UFRJ).

## Biografia
Com uma mãe descendente de alemães e um pai filho de italianos, estudou no Colégio Nova Friburgo, projeto pioneiro da Fundação Getúlio Vargas (FGV), com bolsa custeada pela prefeitura e por Luís Simões Lopes, então presidente da Fundação. Ingressou no curso de graduação da Faculdade Nacional de Economia, na Praia Vermelha, Rio de Janeiro, onde lecionavam Octavio Gouvêa de Bulhões, Isaac Kerstenetzky e Julian Chacel, Formou-se em 1966.
No ano seguinte, fez o curso de programação e planejamento econômico organizado por Og Leme no Centro de Treinamento para o Desenvolvimento Econômico Social (Cendec) do Ministério do Planejamento. Affonso Celso Pastore era um dos professores. O curso tinha orientação acadêmica próxima à da Universidade de Chicago. Leme fez um acordo com a Fundação Ford para mandar alguns alunos completar os estudos em Chicago. Langoni foi contemplado com bolsa e tornou-se o primeiro brasileiro a obter o doutorado em Economia na Universidade de Chicago em 1970.
Ao retornar ao Brasil, Langoni foi convidado por Affonso Celso Pastore e Antônio Carlos Rocca para trabalhar no Instituto de Pesquisas Econômicas da Universidade de São Paulo (Fipe/USP), onde estruturou o programa de pós-graduação e a Revista de Estudos Econômicos.

## Educação e Crescimento Econômico
Sua tese de doutorado (1970) “The Sources of Brazilian Economic Growth”, publicada como livro em 1974 (As Causas do Crescimento Econômico do Brasil), iniciou um importante debate sobre a relação entre educação, crescimento econômico e, mais tarde, distribuição de renda no Brasil com outro livro (Distribuição de Renda e Desenvolvimento Econômico do Brasil, 1973).
Influenciado pelo trabalho de Theodore Schultz, seu professor em Chicago e orientador de sua tese, Langoni calculou o retorno do investimento em educação (capital humano), desenvolvendo uma estimativa a partir de dados sobre custos de educação nos níveis fundamental, médio e superior. Langoni esperava encontrar uma demanda muito significativa de mão-de-obra qualificada devido ao processo de crescimento da indústria brasileira. Seu trabalho constatou que a rentabilidade social da educação no Brasil era em média de cerca de 25%, enquanto no capital físico era de 12%. Duas outras conclusões foram que a diferença salarial daqueles que haviam completado o ensino fundamental em relação aos analfabetos era de cerca de 32% em 1969. E o ensino fundamental completo, comparado ao ensino médio completo, dava um retorno de quase 20%. Os principais argumentos de Langoni elaborados durante seu período de doutoramento em Chicago foram que a educação é fundamental para o crescimento econômico e é, também, o ingrediente essencial para conciliar, a longo prazo, crescimento e distribuição de renda.
A partir dos anos noventa, esses argumentos foram confirmados por pesquisadores internacionais e brasileiros, como Ricardo Paes de Barros e Marcelo Neri. Mas no início dos anos 1970 instaurou-se um debate acirrado a partir, principalmente, de declarações do presidente do Banco Mundial, Robert McNamara, em abril de 1972, criticando a desigualdade econômica no Brasil. Funcionários desta instituição assistiram uma apresentação do economista Albert Fishlow, da Universidade da Califórnia, na reunião anual da American Economic Association em dezembro de 1971 em New Orleans. O economista apresentou o artigo “Brazilian size distribution of income”, no qual defendia que a política salarial implementada pela ditadura nos anos sessenta, que conferia reajustes abaixo da inflação para os trabalhadores, havia contribuído para o aumento da desigualdade. O valor real do salário mínimo – ou seja, já descontada a inflação – caíra 20% entre 1964 e 1967.
Em outras palavras, Fishlow identificava as políticas econômicas da época como o grande fator que explicava o aumento na desigualdade da renda. O modelo de crescimento levava à concentração, sobretudo devido à política salarial, que tinha uma indexação parcial, ou seja, baseada na expectativa da inflação futura e não na correção integral da inflação passada.
Quando o trabalho do norte-americano foi divulgado, o ministro da Fazenda, Delfim Netto, considerou que merecia uma discussão à altura. Então o Ministério da Fazenda solicitou formalmente um comentário sobe o estudo de Fishlow à Fundação Instituto de Pesquisas Econômicas (Fipe) da Universidade de São Paulo e Langoni foi encarregado de fazer o trabalho.
Langoni argumentava que, na verdade, a desigualdade no Brasil era estrutural e ligada ao acesso à educação. Segundo ele, o rápido crescimento da economia na década de 1960 fez com que a demanda por mão-de-obra qualificada aumentasse mais rapidamente do que a oferta de trabalhadores suficientemente instruídos. Assim, o "preço" que empresários estavam dispostos a pagar pela pequena fração de indivíduos que tinham mais anos de estudo aumentou mais rapidamente do que os salários dos sem-instrução. A interação entre desenvolvimento econômico e falta de investimento em educação catapultou a desigualdade no país. Um resultado extremamente importante da análise é que uma grande parcela do aumento de desigualdade observado a partir da comparação direta dos perfis estimados de renda reflete apenas mudanças de proporção na força de trabalho, tais como o aumento na participação dos jovens, das mulheres, do pessoal no setor urbano e os indivíduos com educação acima do ginásio.
Pesquisadores brasileiros de forte oposição ao regime militar aproveitaram o debate econômico para criticar o então denominado “milagre brasileiro”. Resenhando o trabalho de Langoni na revista “Pesquisa e Planejamento Econômico”, publicada pelo Ipea, Pedro Malan e John Wells afirmavam que “a alta correlação observada entre renda e educação é um fato, mas não é claro qual é a exata natureza da relação e o papel cumprido pela ‘educação’ no processo”. Diziam ainda que a “teoria do capital humano” (aspas dos autores) utilizava “surrealistas abstrações”. Com o tempo, a academia brasileira (e estrangeira) passou a considerar o capital humano fundamental para explicar resultados sociais e econômicos.

## FGV EPGE
Após quase três anos na Fipe, Langoni foi convidado por Edmar Bacha, com o aval de Mário Henrique Simonsen, para lecionar na Escola de Pós-Graduação em Economia da Fundação Getulio Vargas (FGV EPGE). Tornou-se subdiretor técnico da Escola de 1972 a 1973 e diretor, aos 29 anos, entre 1973 e 1979.
Um dos principais projetos que realizou como diretor da EPGE foi dar início, em 1975, ao primeiro programa de doutorado em Economia no país. Criou condições para que a FGV tivesse, pela primeira vez, um grupo de professores em tempo integral. Com a ida de Simonsen ao Ministério da Fazenda em 1974, o apoio oficial do governo tornou-se fundamental.
Em 1977, Langoni teve importante participação na reunião da Conferência Nacional das Classes Produtoras (Conclap) como coordenador técnico do evento - com a presença de Ernesto Geisel, João Paulo dos Reis Velloso e Mário Henrique Simonsen-, discutiu alguns assuntos importantes que resultariam, nos anos seguintes, em mudanças institucionais cruciais no Banco Central e no Banco do Brasil: o fim da “conta-movimento” e da eliminação das áreas de fomento do Banco Central.

## Banco Central do Brasil
Em agosto de 1979, Langoni assumiu, a convite de Ernane Galvêas, a Diretoria da Área Bancária do Banco Central. Nesse período, criou o Sistema Especial de Liquidação e Custódia (Selic), um dos primeiros sistemas no mundo a assegurar a liquidação virtual de transações com títulos públicos. Criaram-se os títulos públicos virtuais, com absoluta segurança, e sua liquidação contra reservas bancárias, acabando com uma fonte de incertezas e riscos (risco zero de liquidação). A partir disso, surgiu a taxa Selic, formada nesse processo de liquidação de títulos e reservas bancárias.
Com a nomeação de Galvêas para o Ministério da Fazenda, em janeiro de 1980, Langoni assumiu a presidência do Banco Central do Brasil, permanecendo no cargo até 5 de setembro de 1983. Aos 35 anos, foi o mais jovem presidente da instituição na história. Como presidente do Banco Central, tornou-se membro do Conselho Monetário Nacional e do Conselho Nacional de Comércio Exterior (Concex) e, ainda, representante do Brasil, como governador suplente, no Fundo Monetário Internacional (FMI).
Em virtude de discordâncias internas, demitiu-se da presidência do Banco Central, sendo substituído por Affonso Celso Pastore.

## Setor privado
Após a passagem pelo Banco Central, Langoni foi convidado por Simonsen para voltar a dar aulas e ser o diretor de ensino da EPGE. Mas optou, com total apoio de Simonsen, por criar o Centro de Economia Mundial (CEM/FGV), totalmente financiado com recursos privados. O CEM foi o primeiro centro de debates sobre a abertura da economia brasileira e sobre as implicações do processo de globalização nas suas dimensões comerciais, tecnológicas e de investimentos.
Na área privada, foi Chief Executive Officer (CEO) do grupo NM Rothschild no Brasil entre 1989 e 1997, participando ativamente do processo de privatizações realizado durante o governo de Fernando Henrique Cardoso, especialmente nas privatizações da Vale do Rio do Doce e Embraer.
Após a chapa da qual faz parte vencer as eleições gerais do Clube de Regatas do Flamengo, foi divulgado que Langoni presidiria o Comitê de Reestruturação da Dívida do Clube de Regatas do Flamengo em 2013. Por fim, foi Consultor Sênior da Vale e Diretor do Centro de Economia Mundial da Fundação Getúlio Vargas.

## Morte
Langoni morreu em 13 de junho de 2021, aos 76 anos de idade, vítima da COVID-19 em meio à Pandemia de COVID-19 no Brasil, na cidade do Rio de Janeiro. Estava internado no Hospital Copa Star, em Copacabana desde novembro de 2020 quando foi entubado.

## Obra
- Aspectos Econômicos da Educação, (1973);[15]
- Distribuição de Renda e Desenvolvimento Econômico no Brasil, (1973);[16]
- As Causas do Crescimento Econômico do Brasil, (1974);[17]
- A Economia da Transformação, (1975);[18]
- A Política Econômica do Desenvolvimento, (1978);
- A Nova América Latina, (1997);[19]
- A Crise do Desenvolvimento, Uma Estratégia Para o Futuro, (1985);[20]
- Trade Reform: Lessons From Eight countries, (1991);
- Brasil: a Retomada do Desenvolvimento Econômico, (1995);